# ماریا لووا-بلوا
ماریا الکسیفنا لووا-بلوا (روسی: Мария Алексеевна Львова-Белова؛ زادهٔ ۲۵ اکتبر ۱۹۸۴) سیاستمدار روسی است که از سال ۲۰۲۱ به عنوان کمیسر ریاست‌جمهوری برای حقوق کودکان در روسیه خدمت می‌کند.
در ۱۷ مارس ۲۰۲۳، دیوان کیفری بین‌المللی حکم بازداشت او را صادر کرد که دلیل آن تبعید غیرقانونی کودکان از اوکراین به روسیه در جریان جنگ اوکراین ذکر شده‌است.

## حرفه

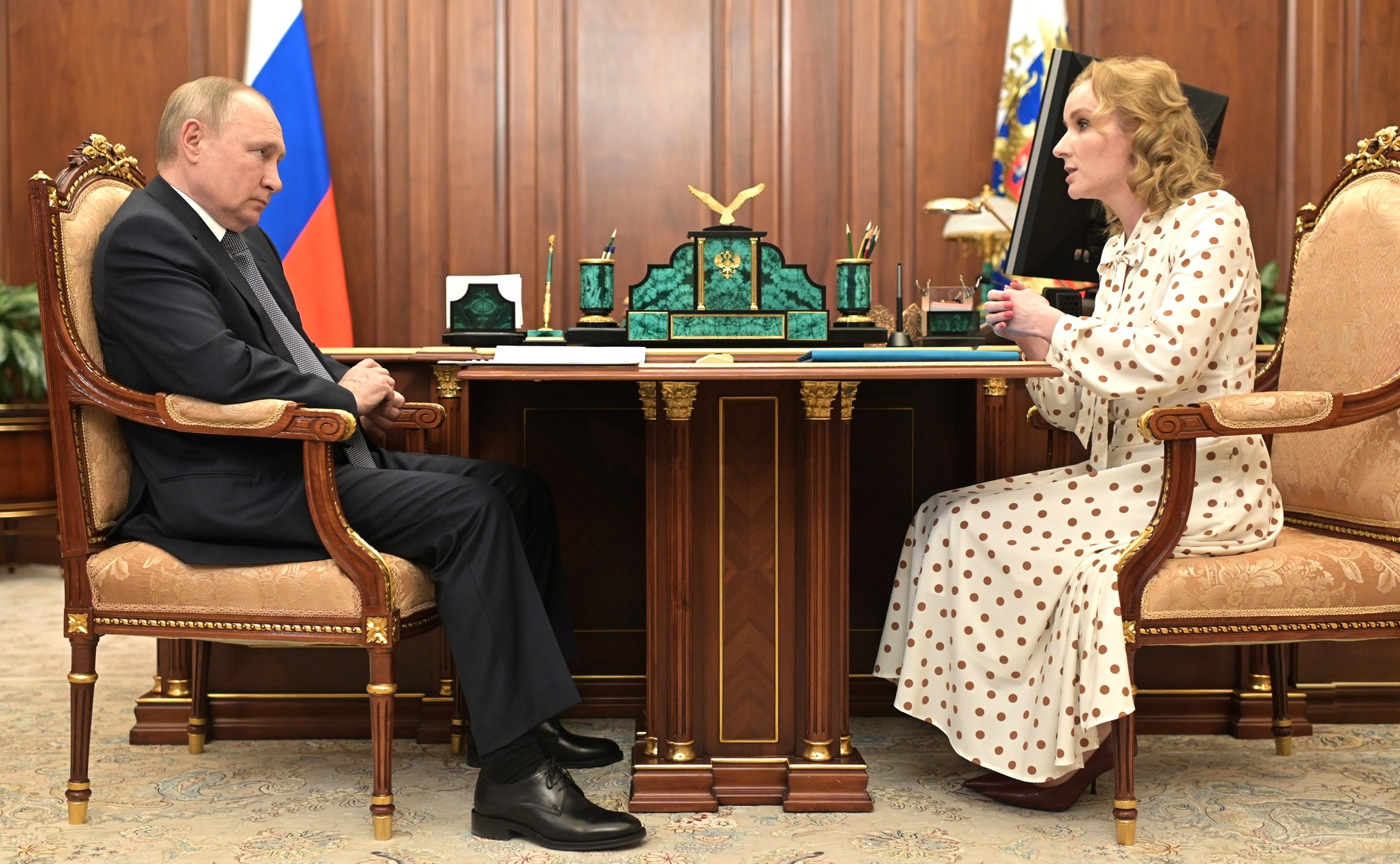
دیدار لووا-بلوا با ولادیمیر پوتین رئیس‌جمهور روسیه (مارس ۲۰۲۲)

لووا-بلوا که در پنزا متولد و بزرگ شد، در سال ۲۰۰۲ از کالج فرهنگ و هنر آرخانگلسکی به عنوان رهبر ارکستر فارغ‌التحصیل شد. او از سال ۲۰۰۰ تا ۲۰۰۵ معلم گیتار در مدارس موسیقی کودکان در پنزا بود. از سال ۲۰۱۱ تا ۲۰۱۴ و از ۲۰۱۷ تا ۲۰۱۹، او عضو اتاق مدنی استان پنزا و اتاق مدنی فدراسیون روسیه بوده‌است. در سال ۲۰۱۹، او به عنوان رئیس مشترک ستاد منطقه‌ای جبهه خلق روسیه انتخاب شد.
در سال ۲۰۱۹، لووا-بلوا به حزب روسیه واحد پیوست (کارت شناسایی در ۲۳ نوامبر توسط نخست‌وزیر دیمیتری مدودف به او اعطا شد). در ۲۴ نوامبر، او به عنوان رئیس هیئت رئیسه شورای عمومی روسیه واحد انتخاب شد و رئیس مشترک گروه کاری حمایت از جامعه مدنی شد. در سپتامبر ۲۰۲۰، ایوان بلوزرتسف، فرماندار منتخب مجدد استان پنزا، او را از شاخه اجرایی استان پنزا به شورای فدراسیون روسیه منصوب کرد. پس از انتخابات زودهنگام ۲۰۲۱، او دوباره توسط اولگ ملنیچنکو در این سِمت منصوب شد.
در ۲۷ اکتبر ۲۰۲۱، ولادیمیر پوتین رئیس‌جمهور روسیه، سناتور ماریا لووا-بلوا را به عنوان کمیسر فدرال حقوق کودکان منصوب کرد، که کمیسر قبلی آنا کوزنتسوا یک ماه پیش به عنوان نماینده مجلس برگزیده شده بود.
لووا-بلوا توسط مقامات اوکراینی و بریتانیایی متهم به نظارت بر تبعید اجباری و پذیرش کودکان از اوکراین در جریان تهاجم روسیه به اوکراین در سال ۲۰۲۲ شده‌است. پس از این امر، او در ژوئن ۲۰۲۲ توسط بریتانیا، در ژوئیه ۲۰۲۲ توسط اتحادیه اروپا، در سپتامبر ۲۰۲۲ توسط ایالات متحده و در ژانویه ۲۰۲۳ توسط ژاپن مورد تحریم قرار گرفت.
حکم دستگیری لووا-بلوا توسط دیوان کیفری بین‌المللی در ۱۷ مارس ۲۰۲۳ صادر شد که مدعی است او «مسئول اخراج غیرقانونی کودکان از اوکراین به روسیه در طول تهاجم» بوده‌است. حکم مشابهی برای رئیس‌جمهور ولادیمیر پوتین صادر شد.

## زندگی شخصی
لووا-بلوا از سال ۲۰۰۳ با پاول کوگلمن، کشیشی از کلیسای ارتدکس روسی که سابقاً یک برنامه‌نویس بود، ازدواج کرده‌است. آنها پنج فرزند بیولوژیکی و هجده فرزندخوانده دارند، که موارد آخری در طی سال‌های ۲۰۰۵، ۲۰۰۷، ۲۰۱۰، ۲۰۱۴ و ۲۰۱۸ به دنیا آمدند. در فوریه ۲۰۲۳، او پسر ۱۵ ساله‌ای از ماریوپل را به فرزندی پذیرفت که به گفته روزنامهٔ مسکو تایمز، به‌دلیل کودک‌ربایی در جنگ روسیه و اوکراین احتمالاً باعث برانگیختن خشم خواهد شد.